# Carlos Quevedo
Carlos Quevedo est l'une des quatre paroisses civiles de la municipalité de Francisco Javier Pulgar dans l'État de Zulia au Venezuela. Sa capitale est Cuatro Esquinas.